# Frank Whittle
Sir Frank Whittle, KBE, FRS, (Earlsdon, Coventry, Nagy-Britannia, 1907. június 1. – Columbia, Maryland, USA, 1996. augusztus 9.) a RAF tisztje, angol mérnök.
A német Hans von Ohain és ő, egymástól függetlenül találta fel a gázturbinás sugárhajtóművet.

## Élete
Kora gyerekkorától érdeklődött a mérnöki munka és a repülés iránt. Elhatározta, hogy pilóta lesz, és gyenge fizikumát legyőzve, felvételt nyert a RAF-ba, ahol elvégezte a tiszti iskolát, ahol társai közül kiemelkedő eredménnyel tette le a pilótavizsgát. 1930-ban szabadalmazott találmányában megfogalmazta a sugárhajtás alapelveit. Egy mérnöki tanfolyamon produkált eredményei alapján tovább tanulhatott a Cambridge-i Egyetemen, ahol színjelesen végzett.
A Légügyi Minisztérium támogatása nélkül két nyugalmazott RAF alkalmazottal megalapította a Power Jets Kft.-t abból a célból, hogy megépítse a British Thomson-Houston cég segítségével a hajtóművet. A rendelkezésre álló korlátozott tőke ellenére elkészítettek egy prototípust, mely 1937-ben indult be először. Ez a siker meghozta a hivatalos körök érdeklődését is, szerződést írt alá további hajtóművek kifejlesztésére, de az állandó feszültség komolyan megviselte Whittle egészségét, és 1940-ben idegösszeomlását eredményezte. 1944-ben a Power Jets társaságot államosították, ami másodszor is idegösszeomlást okozott, 1946-ban lemondott tisztségeiről.
1948-ban nyugdíjba ment a RAF-tól és lovaggá ütötték. Először a BOAC-nál vállalt műszaki tanácsadói állást, majd mérnök specialista lett a Shell egyik leányvállalatánál, ezután a BAC-nál lett alkalmazva. 1976-ban emigrált az Egyesült államokba, ahol az USA haditengerészeti akadémiáján egyetemi tanár lett 1977-1979-ig. 1996-ban Whittle tüdőrákban halt meg a saját házában Columbiában.

## A sugárhajtómű fejlesztése
Whittle már a repülőiskolán beadott diplomatervében a nagy magasságú és nagysebességű (800 km/h) repülés technikai megvalósításának lehetőségeiről értekezett. Megállapította, hogy nem várható, hogy a hagyományos dugattyús motorral hajtott légcsavar kellő tolóerőt adna, ezért azt javasolta és számításaival ezt alá is támasztotta, hogy a dugattyús motor kompresszort hajtson, ezután egy égéskamrában vezetve a sűrített levegőt üzemanyagot porlasszanak be mely meggyulladva elég és nagysebességű forró gázokat áramoltatva hátrafelé előre hajtja a repülőgépet. Ez az elv nem volt teljesen új, azonban a további számítások bebizonyították, hogy az ilyen hajtómű súlya semmivel sem volna kevesebb a hagyományos dugattyús hajtóműénél, és ezért felvetette a gondolatot, hogy a motort helyettesíteni lehetne a turbófeltöltőknél már sikerrel alkalmazott gázturbinával és az energia megmaradt része hajtaná előre a repülőgépet. 1930-ban szabadalmat nyert sugárhajtóműre, mely a ma is használt elemekből épült fel: kompresszor sűríti a levegőt, melybe az égéskamrában tüzelőanyagot fecskendeznek, ez meggyulladva expandálja az égéstermékeket. A kilépő nagysebességű géz előbb egy gázturbinán halad keresztül, mely a kompresszort hajtja, majd nagy sebességgel távozva reakcióerejénél fogva előrehajtja a repülőgépet.
Whittle nem kapott támogatást munkájához, ezért 1935-ben nem tudta megújítani a szabadalmi díjat, és mivel a katonai hatóságok sem tanúsítottak iránta érdeklődést, a szabadalmat mindenki számára hozzáférhetővé tették. Közben Whittle felettesei idegeit tette próbára veszélyes földközeli repüléseivel, melynek során többször balesetet is szenvedett. Ennek ellenére kiváló repülővezetői képességeit díjazva vízirepülőgépek berepülésével bízták meg.
1936-ban a Légügyi Minisztérium engedélyével egy volt pilótatársával és egy másik volt RAF pilótával megalapította a Power Jet Ltd.-t és maga látott hozzá a sugárhajtómű gyakorlati kivitelezéséhez Lutterworthban a British Thomson-Houston cég technikai segítségével. Társai 50 000 font tőkét hajtottak fel egy beruházási banktól annak fejében, hogy a találmány hasznának feléről Whittle lemondott. A korlátolt felelősségű társaságot végül Whittle és két társa, valamint a bank részvételével alapították meg.
Az első kísérleti gép (WU) tervrajzai még ebben az évben elkészültek és 1937. április 12-én folyt le az első üzemi próba. Közben Whittle a Cambridge-i egyetemen tanulmányai befejezésén is szorgoskodott és természetesen a légierőnél is voltak könnyített feladatai.
A Minisztériummal folytatott tárgyalásai szerint ugyan a hivatalos szervek már felfigyeltek a munkálatokra, de annyira nem, hogy pénzügyileg is támogatták volna, mindössze azt sikerült kiharcolnia Whittle-nek, hogy teljes munkaidejét a sugárhajtómű fejlesztésének szentelheti. Végül 1938-ban a minisztérium aláírja az első szerződést a pénzbeli támogatásról. A próbák eredményei alapján Whittle a WU-t átépíti, de ez a további a próbák során május 6-án megsérül. A WU hajtóművet gépet másodszor is újjáépítik, és október 3-án újra üzembe helyezik.

## Sikeres kísérletek
1939-ben az üzemi próbák a minisztériumot is meggyőzik a kísérletek eredményességéről és megrendelik a W1 típusú, már repülőgép hajtására alkalmas hajtómű megtervezését. 1940-ben megrendelés jön a W2 nagyobb teljesítményű sugárhajtóműre és a Légügyi Minisztérium megrendeli a Gloster Aircraft Company gyártól a Gloster E.28/39 kísérleti repülőgépet is, melybe az új hajtóművet kívánják beépíteni. A minisztérium ettől kezdve a gyártást kiveszi a társaság kezéből, a Power Jets Ltd.-t csak kísérleti intézetnek tekinti.
A gyártást a Rover Company és a British Thomson-Houstonnak adták át, melyeknek turbófeltöltők gyártása révén nagy tapasztalata volt kompresszorok és turbinák tervezésében és gyártásában. Az égőkamrákban a tökéletes folyamatos égéssel kapcsolatos problémákat a Shell egy új porlasztójával sikerült megoldani. 1941 áprilisában megkezdődtek az első földi futáspróbák a Gloster E.28/39-cel, majd egy W1 hajtóművel ellátott repülőgép első 17 perces sikeres repülését is végrehajtotta 1941. május 15-én. A siker nemzetközivé válik: az első sugárhajtóművek egyikét az Amerikai Egyesült Államokba szállítják kipróbálás és továbbfejlesztés céljából. Whitle-t azonban a megfeszített munka és a ránehezedő óriási felelősség megviseli, idegei először mondják fel a szolgálatot.
1942-ben a fejlesztési munkálatokba bekapcsolódik a Rolls-Royce is. A második E.28/39 prototípus eléri a 430 mph (692 km/h) sebességet 15 000 láb (4500 m) magasságban. Megkezdik az új W2B hajtómű tervezését, mely már egyenáramú égésterekkel rendelkezik. Októberben először száll fel az amerikai Bell P-59 Airacomet GEI-A motorokkal, mely a General Electric által gyártott jelölése a Whittle W1-nek.
1943-ban bemutatják a kísérleti repülőgépet Churchillnek. Whittle javasolja, hogy a teljes gázturbina fejlesztést államosítsák. A további gyártást és fejlesztést a Rolls-Royce veszi át, az újabb és újabb hajtóművek tolóereje és élettartama egyre nő. Az első sorozatgyártásra szánt vadászgép, a Gloster Meteor W2/500 hajtóművekkel száll fel először novemberben.

## A sugárhajtómű története elszakad Whittletől
1944 májusától az első Meteorokat a RAF hadrendbe állítja, Whittle azonban márciustól augusztusig kórházba kerül a megfeszített munka miatti kimerültségtől. Októberben Whittle először repül a Power Jets gyártotta W2 hajtotta Meteorral, 1945 januárjában lemond a Power Jets éléről, miután államosították. A sugárhajtómű és Whittle útja ettől kezdve elváltak.
Whittle 1948-ban ment nyugdíjba a RAF-tól és ugyanebben az évben a király lovaggá ütötte. Az 1950-es években különböző légügyi társaságoknál tanácsadói állásokat vállalt Angliában. Később az Egyesült Államokban dolgozott hosszú ideig és miután 1976-ban megházasodott, feleségével végképp Amerikában telepedett le. 1996-ban halt meg amerikai otthonában tüdőrákban.